# Golf des 24 Heures
 (avril 2021).
Si vous disposez d'ouvrages ou d'articles de référence ou si vous connaissez des sites web de qualité traitant du thème abordé ici, merci de compléter l'article en donnant les références utiles à sa vérifiabilité et en les liant à la section « Notes et références ».
Le golf des 24 heures est un parcours de golf situé à l'extrémité de la ligne droite des Hunaudières sur le circuit des 24 Heures du Mans sur la commune de Mulsanne en Sarthe. Le parcours de dix huit trous a été créé et dessiné par Pfenning en 1961.
Le golf est géré par une association loi de 1901 et est ouvert à tous. Il est affilié à la fédération française de golf.

## Historique
Un premier parcours de golf de neuf trous a été construit en 1934 par le secrétaire général de l'ACO Georges Durant et inauguré en mai 1935. Il était situé à l'intérieur du circuit automobiles derrière les stands de ravitaillement, près de la tribune de la ligne droite d'arrivée. C'était un par 36 de 2 545 mètres qui fut modifié par C. Noskowski dès l'année d'inauguration en créant des dog leg et en ajoutant de la bruyère. Un des buts de sa création était d'augmenter l'attraction des Anglais  pour les 24 Heures. Un club-house est d'ailleurs construit en bord de piste du circuit automobile pour en augmenter l'attrait.  Ce parcours a cependant été détruit pendant la Seconde Guerre mondiale en 1942.
Le parcours actuel a été construit sous l'impulsion du président de l'ACO Jean-Marie Lelièvre en 1961 puis inauguré en mars 1962. Il est toujours situé à l'intérieur du circuit mais près du virage de Mulsanne, au bout de la ligne droite des Hunaudières. Le parcours de neuf trous, d'une longueur de 2 649 mètres, est financé entre autres par 29 donateurs. Le golf possède un club house qui est financé par l'ACO. En 1963, le golf possédait alors 45 joueurs licenciés.
En 1977, le golf des 24 heures possède plus d'une centaine de licenciés et la décision est prise d'agrandir le golf à 18 trous sous la direction de l'architecte britannique spécialisé P. Pfenning et sous l'impulsion du directeur de la commission sportive Marcel Deligny. Le nouveau parcours du Mans, par 70 pour 5 742 mètres, est inauguré en octobre 1978. Lorsque le professeur de golf Daniel Dugué arrive au golf en 1983, le golf atteint le cap des 200 licenciés. En 1989 est organisé le premier « Championnat du monde de golf en 24 heures par équipes » communément appelé les « 24 Heures de golf ».
Dans les années 1990, le golf des 24 Heures devient un centre d'entrainement UNSS en accueillant des scolaires. En 1998, un nouveau bail est signé avec l'ACO et le golf prend alors son nom actuel : « Golf des 24 Heures ». En 2009 le clubhouse est démoli et laisse place à un nouveau clubhouse, inauguré en 2010, qui permet également d'observer le virage de Mulsanne lors des courses automobiles. Le golf se dote également d'un journal « L’Écho des Bruyères ».

## Descriptif
Le golf des 24 heures se situe dans une forêt de pins, bouleaux et acacias au sol sablonneux qui donne de bonnes conditions de jeu toute l'année. Le parcours est dépourvu d'obstacles d'eau mais est garni de zones de bruyère.
L'aller (les neuf premiers trous) comporte deux pars trois, un pars cinq et six pars quatre. Le retour (les neuf derniers trous) est composé de deux pars trois, deux pars cinq et cinq pars quatre.
Les neuf premiers trous du parcours sont équipés d'éclairage, environ une quarantaine de spots puissants. Cette installation permet de réaliser certaines compétitions de golf pendant la nuit. C'est le cas de la compétition annuelle dénommée 24 Heures de golf se déroulant au mois de juin par équipes de six joueurs se relayant deux par deux.
Le golf des 24 Heures possède deux practices couverts ainsi qu'un Pitch and putt de trois trous.

## Galerie

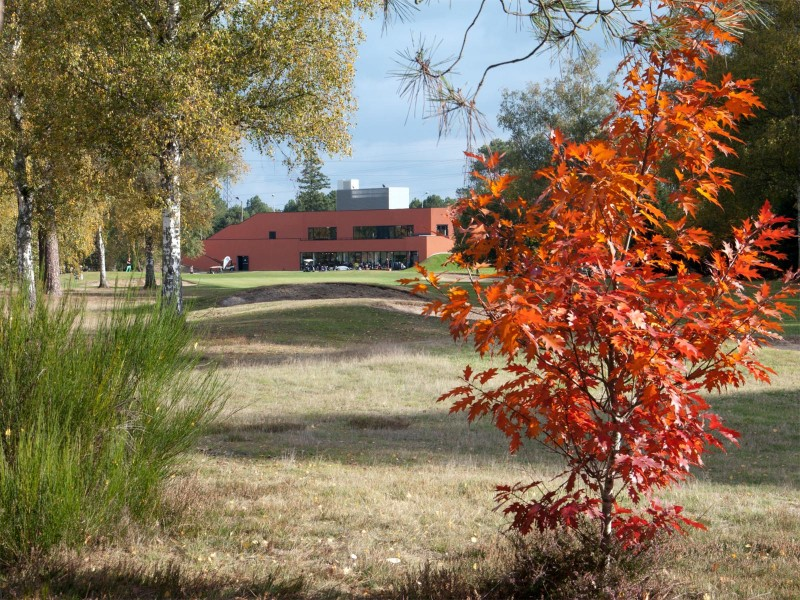
Trou no 18 avec le club house (de 2010) en fond.
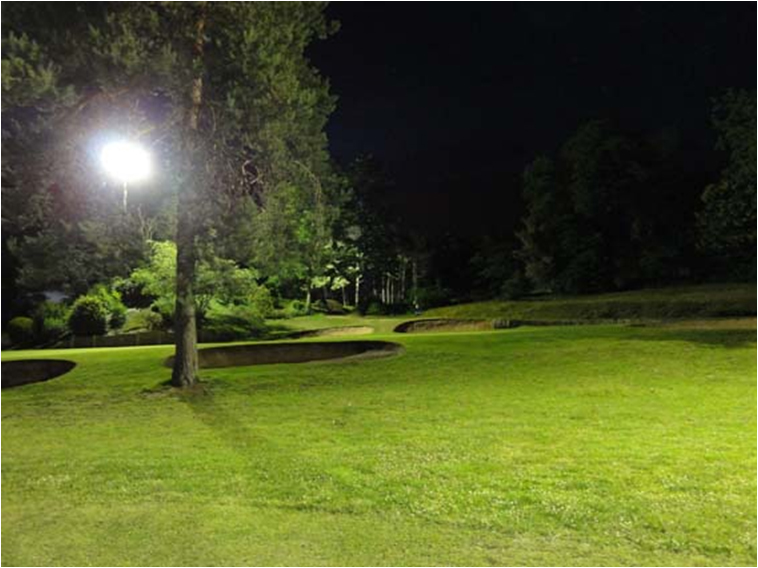
Trou no 4 de nuit.

## Compétitions
Plusieurs compétitions se déroulent sur le golf des 24 Heures :
- L'Omnium du golf des 24 heures, grand prix fédéral, en octobre ou novembre.
- Les 24 Heures de golf, compétition se déroulant sur vingt-quatre heures, débutant à 14h un samedi de juin. Les équipes jouent sur les neuf premiers trous durant la nuit.
- Du mois de mars au mois d'octobre, le golf organise des compétitions tous les dimanches.
- En mars 2022 le Golf des 24 heures a accueilli la Coupe Ganay,suivi du Trophée Jacques Léglise qui sacre le meilleur amateur français